# 카자흐스탄 의회
카자흐스탄 의회(카자흐어: Қазақстан Республикасының Парламенті)는 카자흐스탄의 입법부이다. 107석의 하원에 해당하는 마질리스가 있으며, 상원에 해당하는 47석 원로원이 있다.